# Robín Robot
Robin Robot es una serie de historietas creada por José Sanchis para el semanario Zipi y Zape de Editorial Bruguera en 1972.

## Trayectoria editorial
Robín Robot apareció luego en Súper Zipi y Zape, Zipi y Zape Especial y Pulgarcito (7ª etapa), hasta el cierre de la editorial en 1986. También apareció en las revistas Rompetechos Extra y en los tomitos recopilatorios Super Guai.

## Argumento y personajes
Su personaje titular, rubio y siempre vestido con capa, nativo del planeta Terracopia, vive aventuras espaciales sin fin. Son sus compañeros Miky, Nika y el capitán Kosmik.